# Pidurutalagala
Pidurutalagala (Singalees: පිදුරුතලාගල, Engels: Mount Pedro) is een 2.534 meter hoge ultraprominente berg op Sri Lanka. De top is het hoogste punt van het land en dus ook het eiland, met een dominantie van 519,22 km, de afstand tot de Anamudi in Zuid-India.
De top ligt noordnoostoost van de stad Nuwara Eliya en is gemakkelijk te zien vanuit de meeste delen van de Centrale Provincie. De top is de thuisbasis van het centrale communicatieplatform van de regering en strijdkrachten van Sri Lanka, en dient als een belangrijk punt in het radarsysteem van het land. De piek wordt momenteel aangeduid als een "Ultrahoge veiligheidszone" en wordt beschermd door een grote militaire basis; het gebied is strikt verboden voor het grote publiek en voor eventueel toeristenverkeer .